# Mittainville
Mittainville est une commune française située dans le département des Yvelines en région Île-de-France.

## Géographie

### Situation
La commune de Mittainville se trouve à 16 kilomètres environ à l'ouest de Rambouillet et à 11 kilomètres à l'est de Nogent-le-Roi, en lisière ouest de la forêt de Rambouillet et en limite du département d'Eure-et-Loir.
Le territoire est essentiellement rural (à 92 %) et fortement boisé (environ 50 %) surtout dans sa moitié orientale. Il est irrigué par une petite rivière, la Maltorne, affluent de rive droite de l'Eure.

### Hydrographie
La rivière la Maltorne est le seul cours d'eau traversant le territoire de la commune.

### Hameaux de la commune
- les Pâtis, les Ruelles.

### Communes voisines
Les communes limitrophes sont au sud-est Hermeray, au sud Saint-Lucien, à l'ouest Senantes, au nord-ouest Faverolles et au nord La Boissière-École.

### Transports et voies de communications

#### Réseau routier
La desserte est assurée par la route départementale D 71 dont le tracé orienté nord-sud suit grosso modo le cours d'eau et par la D 80 orientée est-ouest qui croise la précédente juste au nord du bourg.

#### Desserte ferroviaire
Les dessertes ferroviaires les plus proches de Mittainville se trouvent à Epernon (11 km) et à Rambouillet (18 km), sur la ligne SNCF Paris/Chartres.

#### Bus
La commune est desservie par la ligne 20 du réseau de bus Centre et Sud Yvelines.

### Climat
Pour des articles plus généraux, voir Climat de l'Île-de-France et Climat des Yvelines.
En 2010, le climat de la commune est de type climat océanique dégradé des plaines du Centre et du Nord, selon une étude du CNRS s'appuyant sur une série de données couvrant la période 1971-2000. En 2020, Météo-France publie une typologie des climats de la France métropolitaine dans laquelle la commune est dans une zone de transition entre le climat océanique et le climat océanique altéré et est dans la région climatique Sud-ouest du bassin Parisien, caractérisée par une faible pluviométrie, notamment au printemps (120 à 150 mm) et un hiver froid (3,5 °C).
Pour la période 1971-2000, la température annuelle moyenne est de 10,5 °C, avec une amplitude thermique annuelle de 14,5 °C. Le cumul annuel moyen de précipitations est de 637 mm, avec 10,8 jours de précipitations en janvier et 8 jours en juillet. Pour la période 1991-2020, la température moyenne annuelle observée sur la station météorologique la plus proche, située sur la commune de Houx à 11 km à vol d'oiseau, est de 11,2 °C et le cumul annuel moyen de précipitations est de 622,1 mm,. Pour l'avenir, les paramètres climatiques de la commune estimés pour 2050 selon différents scénarios d'émission de gaz à effet de serre sont consultables sur un site dédié publié par Météo-France en novembre 2022.

## Urbanisme

### Typologie
Au 1er janvier 2024, Mittainville est catégorisée commune rurale à habitat dispersé, selon la nouvelle grille communale de densité à sept niveaux définie par l'Insee en 2022.
Elle est située hors unité urbaine. Par ailleurs la commune fait partie de l'aire d'attraction de Paris, dont elle est une commune de la couronne,. Cette aire regroupe 1 929 communes,.

### Occupation des solssimplifiée
Le territoire de la commune se compose en 2017 de 91,58 % d'espaces agricoles, forestiers et naturels, 4,47 % d'espaces ouverts artificialisés et 3,94 % d'espaces construits artificialisés.

### Occupation des sols détaillée
Le tableau ci-dessous présente l'occupation des sols de la commune en 2018, telle qu'elle ressort de la base de données européenne d’occupation biophysique des sols Corine Land Cover (CLC).
| Type d’occupation                                                                   | Pourcentage | Superficie (en hectares) |
| ----------------------------------------------------------------------------------- | ----------- | ------------------------ |
| Tissu urbain discontinu                                                             | 4,7 %       | 50                       |
| Terres arables hors périmètres d'irrigation                                         | 44,0 %      | 470                      |
| Prairies et autres surfaces toujours en herbe                                       | 11,2 %      | 120                      |
| Systèmes culturaux et parcellaires complexes                                        | 0,2 %       | 2                        |
| Surfaces essentiellement agricoles interrompues par des espaces naturels importants | 2,7 %       | 29                       |
| Forêts de feuillus                                                                  | 37,2 %      | 398                      |
| Source : Corine Land Cover                                                          |             |                          |

## Toponymie
Le nom de la localité est attesté sous la forme Miteinvilla au XIIIe siècle.
C'est la « ferme de Mitta ».

## Politique et administration

### Liste des maires
| Période                                  | Période   | Identité           | Étiquette | Qualité                         |
| ---------------------------------------- | --------- | ------------------ | --------- | ------------------------------- |
| Les données manquantes sont à compléter. |           |                    |           |                                 |
| ?                                        | juin 2020 | Françoise Berthier |           |                                 |
| juin 2020                                | En cours  | Corinne Rostan     |           | Ancienne éducatrice spécialisée |

## Population et société

### Démographie

#### Évolution démographique
L'évolution du nombre d'habitants est connue à travers les recensements de la population effectués dans la commune depuis 1793. Pour les communes de moins de 10 000 habitants, une enquête de recensement portant sur toute la population est réalisée tous les cinq ans, les populations de référence des années intermédiaires étant quant à elles estimées par interpolation ou extrapolation. Pour la commune, le premier recensement exhaustif entrant dans le cadre du nouveau dispositif a été réalisé en 2007.

En 2022, la commune comptait 650 habitants, en évolution de +7,62 % par rapport à 2016 (Yvelines : +2,72 %, France hors Mayotte : +2,11 %).
| 1793 | 1800 | 1806 | 1821 | 1831 | 1836 | 1841 | 1846 | 1851 |
| ---- | ---- | ---- | ---- | ---- | ---- | ---- | ---- | ---- |
| 500  | 419  | 460  | 424  | 443  | 406  | 406  | 411  | 412  |

| 1856 | 1861 | 1866 | 1872 | 1876 | 1881 | 1886 | 1891 | 1896 |
| ---- | ---- | ---- | ---- | ---- | ---- | ---- | ---- | ---- |
| 433  | 397  | 384  | 375  | 358  | 370  | 322  | 328  | 328  |

| 1901 | 1906 | 1911 | 1921 | 1926 | 1931 | 1936 | 1946 | 1954 |
| ---- | ---- | ---- | ---- | ---- | ---- | ---- | ---- | ---- |
| 338  | 337  | 307  | 309  | 305  | 288  | 290  | 258  | 235  |

| 1962 | 1968 | 1975 | 1982 | 1990 | 1999 | 2006 | 2007 | 2012 |
| ---- | ---- | ---- | ---- | ---- | ---- | ---- | ---- | ---- |
| 213  | 198  | 234  | 348  | 434  | 514  | 613  | 627  | 592  |

| 2017 | 2022 | - | - | - | - | - | - | - |
| ---- | ---- | - | - | - | - | - | - | - |
| 607  | 650  | - | - | - | - | - | - | - |

#### Pyramide des âges
En 2018, le taux de personnes d'un âge inférieur à 30 ans s'élève à 34 %, soit en dessous de la moyenne départementale (38 %). À l'inverse, le taux de personnes d'âge supérieur à 60 ans est de 24,2 % la même année, alors qu'il est de 21,7 % au niveau départemental.
En 2018, la commune comptait 323 hommes pour 294 femmes, soit un taux de 52,35 % d'hommes, largement supérieur au taux départemental (48,68 %).
Les pyramides des âges de la commune et du département s'établissent comme suit.
| Hommes | Classe d’âge | Femmes |
| ------ | ------------ | ------ |
| 0,3    | 90 ou +      | 0,7    |
| 6,4    | 75-89 ans    | 4,6    |
| 14,9   | 60-74 ans    | 21,7   |
| 22,7   | 45-59 ans    | 24,6   |
| 18,2   | 30-44 ans    | 18,3   |
| 15,9   | 15-29 ans    | 12,7   |
| 21,5   | 0-14 ans     | 17,5   |

| Hommes | Classe d’âge | Femmes |
| ------ | ------------ | ------ |
| 0,6    | 90 ou +      | 1,4    |
| 6      | 75-89 ans    | 7,8    |
| 13,5   | 60-74 ans    | 14,8   |
| 20,7   | 45-59 ans    | 20,1   |
| 19,6   | 30-44 ans    | 19,9   |
| 18,5   | 15-29 ans    | 16,8   |
| 21,2   | 0-14 ans     | 19,2   |

## Économie
- Agriculture, sylviculture, élevage.

## Culture locale et patrimoine

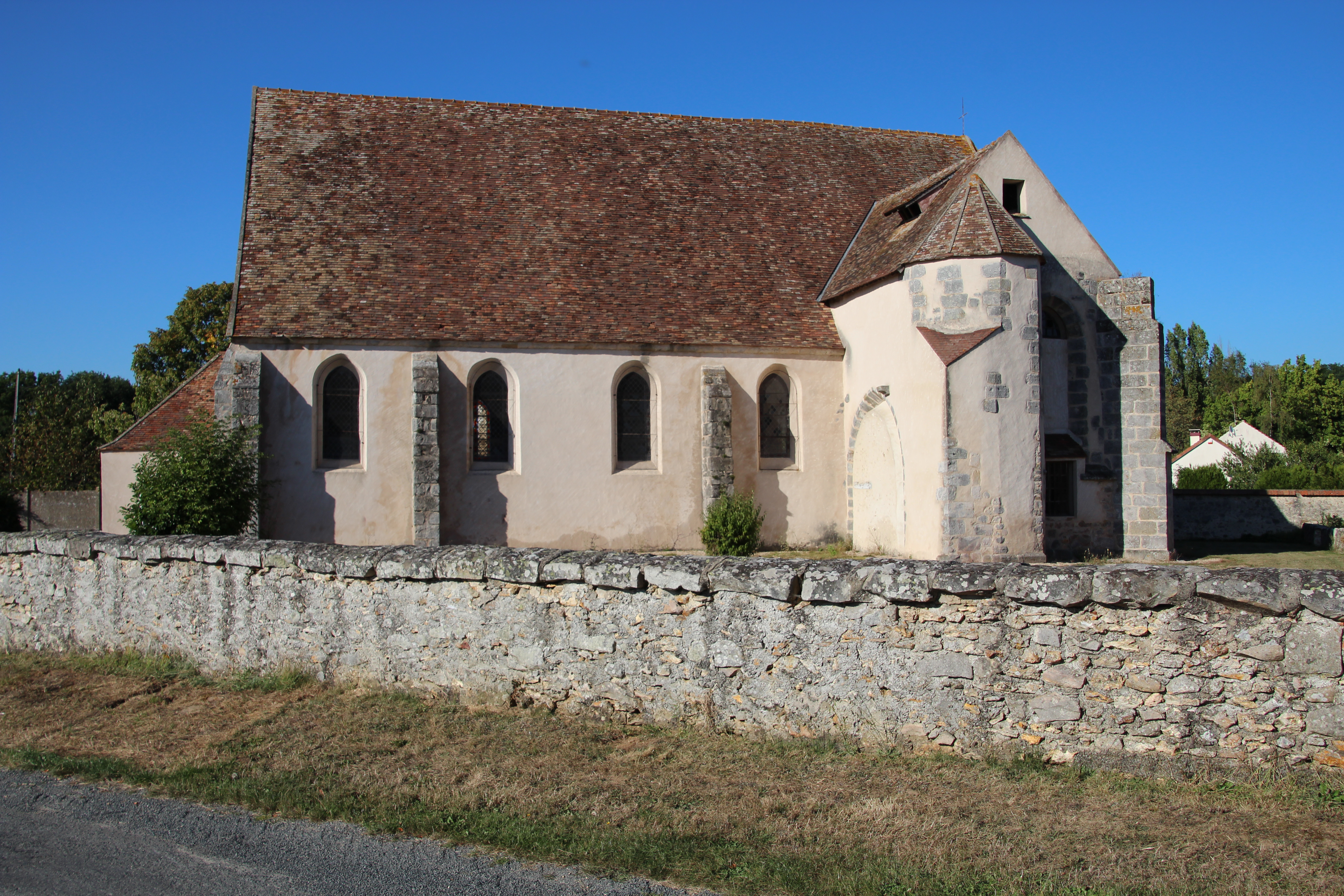
L'église Saint-Rémy.

### Lieux et monuments
- Église Saint-Rémy : édifice en pierre meulière du XVIIe siècle à nef unique sans clocher, inscrite à l'inventaire des Monuments Historiques[21].

### Personnalités liées à la commune
Robert Darène (1914-2016), cinéaste, comédien et réalisateur y est décédé à l'âge de 102 ans.

### Héraldique
| Blason de Mittainville | Blason  | D'argent au sautoir dentelé de sable, cantonné en chef de trois roses de gueules, en pointe d'un épi de blé d'or, à senestre d'un arbre de sinople au tronc de sable, à dextre d'un huchet de gueules virolé d'or. |
| Blason de Mittainville | Détails | Le statut officiel du blason reste à déterminer. |